# Руано Паскуаль, Вирхиния
Вирхиния Руано Паскуаль (исп. Virginia Ruano Pascual; родилась 21 сентября 1973 года в Мадриде, Испания) — испанская теннисистка; победительница 11 турниров Большого шлема (из них десять в женском парном разряде и один в миксте); победительница Итогового турнира WTA 2003 года в парном разряде; двукратный серебряный призёр Олимпийских игр 2004 и 2008 годов в парном разряде; победительница 46 турниров WTA (из них три в одиночном разряде); трёхкратная обладательница Кубка Федерации (1993—1995) в составе национальной сборной Испании; бывшая первая ракетка мира в парном разряде.

## Общая информация
Вирхиния — одна из трёх детей Хуана Мануэля Руано и Вирхинии Паскуаль; её брата зовут Хуан Рамон (играет в теннис за один из испанских клубов), а сестру — Марбелья (работает там же в администрации). Отец семейства — сотрудник компании Iberia Airlines.
Первоначально при написании фамилии Руано Паскуаль использовался дефис, но с 1998 года он официально опущен.

## Спортивная карьера

### Начало карьеры
Вирхиния Руано-Паскуаль провела свои первые матчи в профессиональных теннисных турнирах в 1989 году. Уже в августе того же года она дошла до финала турнира ITF в Ганджи (Италия) в паре с Неус Авилой, а до конца года побывала также в финалах турниров в Памплоне и Порту. В мае 1990 года она выиграла турнир ITF в португальском Кашкайше, где играла с соотечественницей Евой Бес, а в ноябре с той же партнёршей — турнир ITF в Лериде. На следующий год она победила в четырёх турнирах ITF в парном разряде, а в турнире WTA в Сан-Паулу в конце года вышла в четвертьфинал в одиночном разряде, победив 50-ю ракетку мира Федерику Бонсиньори.
В 1992 году в игре Руано наступает значительный прогресс. В марте она вышла в первый в карьере финал турнира ITF в одиночном разряде в Монкальери (Италия), а в июле помогла сборной Испании выйти в финал Кубка Федерации, взяв в полуфинале в паре с Аранчей Санчес Викарио верх над соперницами из Австралии Дженни Бирн и Ренне Стаббс. Через несколько дней она завоевала первый титул ITF в одиночном разряде в Бильбао. На Открытом чемпионате США она в паре с Беттиной Фулко выбила в первом раунде из борьбы посеянных четырнадцатыми Катерину Малееву и Барбару Риттнер. Этот год она закончила вблизи первой сотни в рейтинге WTA в одиночном разряде. В 1993 году она провела три матча в паре с Кристиной Торренс-Валеро за сборную в Кубке Федерации, выиграв у соперниц из Индонезии и Нидерландов и проиграв в полуфинале француженкам. В одиночном разряде она нанесла на турнире в Кицбюэле поражение Барбаре Риттнер, на тот момент 29-й в мире.
После относительно проходного сезона в 1994 году на следующий год Руано нанесла ряд поражений в одиночном разряде соперницам из первой сотни рейтинга и наконец вошла в неё накануне Открытого чемпионата Италии. На Открытом чемпионате Франции она победила в третьем раунде Натали Тозья и дошла до четвертьфинала, где проиграла Кончите Мартинес. По итогам года она также стала со сборной Испании обладательницей Кубка Федерации, хотя проиграла все три своих матча за национальную команду, болгаркам, немкам и американкам. На следующий год она сумела удержать за собой место в первой сотне в одиночном разряде, а со сборной второй раз подряд вышла в финал Кубка Федерации, где на этот раз её команда уступила сборной США.

### Первые победы
В 1997 году в Кардиффе Вирхиния Руано выиграла свой первый турнир WTA. Находясь на 108 месте в рейтинге, она последовательно обыграла пять соперниц из первой сотни (включая 54 ракетку мира Петру Лангрову). В июле, после выхода в четвертьфинал турнира в Палермо она впервые вошла в топ-50 рейтинга. В парах она дошла до четвертьфинала на Открытом чемпионате Австралии, обыграв с аргентинкой Паолой Суарес две посеянных пары и проиграв лишь посеянным четвёртыми Наталье Зверевой и Мартине Хингис. В 1998 году они уже выступали вместе практически весь сезон, выиграв три турнира WTA, в том числе Открытый чемпионат Италии, и дойдя до полуфинала на Открытом чемпионате США. После победы в Риме Руано наконец вошла в первую сотню рейтинга и в парном разряде, в одиночном же, выиграв турнир в Будапеште и дойдя до третьего раунда на Открытом чемпионате США, она сохранила место в числе 50 сильнейших.
В 1999 году Руано не добивалась существенных успехов в одиночном разряде, только в конце дойдя до третьего раунда на Открытом чемпионате США. В паре с Суарес она дважды играла в финалах, выиграв в Мадриде. В 2000 году они четыре раза дошли до финала, в том числе до первого в карьере Руано финала турнира Большого шлема на Открытом чемпионате Франции. Будучи посеяны десятыми, они победили по дороге две пары, занимающих более высокие места в посеве, а в финале уступили третьей паре турнира, Мари Пьерс и Мартине Хингис. Перед Уимблдонским турниром Руано уже занимала в рейтинге парных игроков 29-е место, а закончила год в двадцатке сильнейших, второй раз за карьеру проиграв в финале Кубка Федерации американкам. В том же месяце они с Суарес приняли участие в итоговом турнире WTA-тура, но выбыли в первом же раунде.

### Пик карьеры
В 2001 году Руано и Суарес также пять раз доходили до финала турниров и одержали две победы, в том числе на Открытом чемпионате Франции. Они также дошли до полуфинала на Уимблдонском турнире и до четвертьфинала на Открытом чемпионате Австралии. Ещё в три финала Руано попала с другими партнёршами и два из них выиграла. Ещё один титул на Открытом чемпионате Франции она завоевала в смешанном парном разряде с Томасом Карбонеллом, причём в финале против неё играла Суарес с бразильцем Жайме Онсинсом. Меньше чем через месяц на Уимблдонском турнире Руано одержала сенсационную победу в первом раунде над первой ракеткой мира Мартиной Хингис, но уже во втором раунде уступила россиянке Лине Красноруцкой. В конце года Руано и Суарес, посеянные под четвёртым номером, вышли в полуфинал итогового турнира года, но вынуждены были отказаться от борьбы из-за травмы ноги у Суарес.
В 2002 году Руано из 21 турнира, в которых приняла участие в парном разряде, 19 сыграла с Суарес. Они одержали вместе восемь побед, в том числе выиграв Открытый чемпионат Франции и Открытый чемпионат США, и ещё дважды играли в финалах, в том числе на Уимблдоне. После Открытого чемпионата США Руано поднялась до второго места в рейтинге теннисисток в парном разряде, а к итоговому турниру года они с Суарес подошли в ранге сильнейшей пары мира, но неожиданно проиграли уже в первом матче Ай Сугияме и Рике Фудзиваре. Руано ещё раз дошла со сборной Испании до финала Кубка Федерации, выиграв все три своих матча на более ранних этапах и принеся с Кончитой Мартинес испанской команде решающее очко в победе 3-2 над австрийками. В финале, однако, испанки досрочно проиграли 3-1 словачкам, и матч пар не проводился.
В 2003 году Руано и Суарес девять раз играли в финалах турниров, выиграв четыре из них. Наиболее престижными были победы на Открытом чемпионате США (второй раз подряд) и итоговом турнире года. Они также побывали в финале всех остальных трёх турниров Большого шлема, дважды проиграв Ким Клейстерс и Ай Сугияме и один раз сёстрам Винус и Серене Уильямс. После победы на Открытом чемпионате США Руано впервые в карьере заняла первую строчку в рейтинге. В финале итогового турнира они с Суарес взяли реванш у Клейстерс и Сугиямы. В одиночном разряде лучшими достижениями Руано стали выход в четвертьфинал Открытого чемпионата Австралии и выигрыш турнира WTA в Ташкенте, третьего и последнего за карьеру.
| раунд      | Австралия                        | Австралия      | Франция                           | Франция        | Уимблдон                           | Уимблдон      | США                                    | США            |
| раунд      | Соперницы                        | Счёт           | Соперницы                         | Счёт           | Соперницы                          | Счёт          | Соперницы                              | Счёт           |
| ---------- | -------------------------------- | -------------- | --------------------------------- | -------------- | ---------------------------------- | ------------- | -------------------------------------- | -------------- |
| 1 раунд    | Лина Красноруцкая Татьяна Панова | 7-5, 6-4       | Аманда Кётцер Джессика Стек       | 6-1, 6-2       | Саори Обата Рика Фудзивара         | 6-3, 4-6, 6-2 | Саори Обата Рика Фудзивара             | 6-2, 7-5       |
| 2 раунд    | Марион Бартоли Мария Шарапова    | 6-3, 2-6, 6-1  | Марта Марреро Россана де лос Риос | 6-1, 6-0       | Татьяна Гарбин Сильвия Фарина-Элия | 7-5, 6-1      | Каролин Вис Патрисия Тарабини          | 6-3, 6-3       |
| 3 раунд    | Елена Бовина Жюстин Энен         | без игры       | Ива Майоли Ирода Туляганова       | 6-4, 6-1       | Синобу Асагоэ Нана Смит            | 6-4, 2-6, 6-2 | Элс Калленс Мейлен Ту                  | 6-74, 6-2, 6-2 |
| 1/4 финала | Кончита Мартинес Надежда Петрова | 2-6, 7-5, 7-63 | Жанетта Гусарова Барбара Шетт     | 6-1, 6-3       | Патриция Вартуш Петра Мандула      | 6-2, 7-65     | Елена Бовина Ренне Стаббс              | 6-3, 7-64      |
| 1/2 финала | Эммануэль Гальярди Петра Мандула | 6-0, 6-2       | Даниэла Гантухова Чанда Рубин     | 6-2, 7-65      | Елена Дементьева Лина Красноруцкая | 3-6, 6-1, 6-2 | Кара Блэк Елена Лиховцева              | 6-2, 7-67      |
| Финал      | Винус Уильямс Серена Уильямс     | 6-4, 4-6, 3-6  | Ким Клейстерс Ай Сугияма          | 7-65, 2-6, 7-9 | Ким Клейстерс Ай Сугияма           | 4-6, 4-6      | Светлана Кузнецова Мартина Навратилова | 6-2, 6-3       |

В 2004 году Руано дошла до рекордных для своей карьеры 14 финалов в женском парном разряде. С Суарес они одержали шесть побед (в том числе на трёх турнирах Большого шлема в Австралии, Франции и США) и столько же финалов проиграли. Все три победы в финалах турниров Большого шлема они одержали над российской парой Светлана Кузнецова—Елена Лиховцева, а единственное поражение, в полуфинале Уимблдона, потерпели от Кары Блэк и Ренне Стаббс. Эта же пара заставила их сложить оружие в первом матче итогового турнира года, где они были посеяны первыми. Ещё дважды Руано играла в финалах с другой знаменитой испанкой, Кончитой Мартинес. Вместе они завоевали серебряные медали Олимпиады в Афинах. Они были посеяны под вторым номером и до финала отдали соперницам всего 15 геймов в четырёх матчах, но в финале неожиданно проиграли соперницам из КНР Ли Тин и Сунь Тяньтянь, посеянным только восьмыми. В июле, обойдя Суарес, Руано вернулась на первую строчку в рейтинге и оставалась на ней 64 недели подряд.
| раунд      | Австралия                          | Австралия | Франция                               | Франция        | Уимблдон                          | Уимблдон       | США                                | США      |
| раунд      | Соперницы                          | Счёт      | Соперницы                             | Счёт           | Соперницы                         | Счёт           | Соперницы                          | Счёт     |
| ---------- | ---------------------------------- | --------- | ------------------------------------- | -------------- | --------------------------------- | -------------- | ---------------------------------- | -------- |
| 1 раунд    | Шенай Перри Нана Смит              | 6-1, 6-2  | Гульнара Фаттахетдинова Галина Фокина | 6-1, 6-3       | Натали Грандин Аманда Огастес     | 6-2, 6-2       | Даниэла Гантухова Динара Сафина    | 6-3, 7-5 |
| 2 раунд    | Жисела Дулко Милагрос Секера       | 6-1, 6-3  | Дженнифер Расселл Мара Сантанджело    | 6-1, 6-2       | Синобу Асагоэ Рика Фудзивара      | 7-62, 6-1      | Лиза Макши Корина Морариу          | 6-2, 6-4 |
| 3 раунд    | Ли Тин Сунь Тяньтянь               | 7-5, 6-3  | Барбара Шетт Патти Шнидер             | 6-1, 3-6, 6-4  | Жисела Дулко Патрисия Тарабини    | 6-3, 3-6, 6-3  | Лора Гренвилл Ипек Шенолу          | 6-2, 6-4 |
| 1/4 финала | Роберта Винчи Эммануэль Гальярди   | 6-3, 6-2  | Жанетта Гусарова Кончита Мартинес     | 3-6, 7-62, 6-2 | Мария Венто-Кабчи Анжелик Виджайя | 5-7, 6-4, 6-3  | Жанетта Гусарова Кончита Мартинес  | 6-3, 6-3 |
| 1/2 финала | Ай Сугияма Лизель Хубер            | 6-4, 7-65 | Роберта Винчи Сандрин Тестю           | 6-0, 6-1       | Кара Блэк Ренне Стаббс            | 6-77, 6-4, 4-6 | Елена Дементьева Ай Сугияма        | без игры |
| Финал      | Светлана Кузнецова Елена Лиховцева | 6-4, 6-3  | Светлана Кузнецова Елена Лиховцева    | 6-0, 6-3       |                                   |                | Светлана Кузнецова Елена Лиховцева | 6-4, 7-5 |

В 2005 году Руано завоевала пять титулов, три из них с Суарес (включая Открытый чемпионат Франции) и ещё два с Мартинес, с которой также три раза проигрывала в финалах и в полуфинале Открытого чемпионата США и вышла в итоговый турнир года, шестой за свою карьеру и первый раз без Суарес. В итоговом турнире, однако, они проиграли первый же матч Лизе Реймонд и Саманте Стосур.

### Последние годы карьеры
В 2006 году Руано возобновила сотрудничество с Суарес. Хотя они впервые с 2001 года не выиграли ни одного турнира Большого шлема за сезон, они победили в трёх турнирах более низкого ранга и дошли до финала на Уимблдоне. Весь сезон они оставались среди лидеров в соревнованиях женских пар, но в итоговый турнир, также впервые с 2001 года, всё-таки не прошли.
С января 2007 года Руано в основном выступала с молодой испанкой Анабель Мединой-Гарригес. Вместе они выиграли турнир в Стокгольме и проиграли три финала. Их лучшим результатом на турнирах Большого шлема стал выход в четвертьфинал Открытого чемпионата Франции. Руано также в последний раз сыграла за сборную в Кубке Федерации. В групповом турнире она с Нурией Льягостерой-Вивес нанесла поражение чешской паре, но в её отсутствие команда проиграла россиянкам и в следующий раунд не вышла.
В следующем сезоне Руано и Медина-Гарригес одержали уже три победы в турнирах, в том числе выиграв в Париже девятый за карьеру Руано турнир Большого шлема. Ещё два раза они доходили до финала, в том числе и на Олимпиаде в Пекине, где они были посеяны четвёртыми. На этот раз испанкам удалось сломить сопротивление соперниц из КНР в полуфинале, но в финале они не смогли противостоять сёстрам Уильямс, ставшим двукратными Олимпийскими чемпионками. Они дошли также до полуфинала на Открытом чемпионате Австралии (проиграли будущим чемпионкам Алёне и Катерине Бондаренко) и Открытом чемпионате США (проиграли Уильямс). В конце года Руано после двухлетнего перерыва приняла участие в итоговом турнире сезона, но их с Мединой-Гарригес сразу вывели из борьбы Кара Блэк и Лизель Хубер.
За 2009 год Руано и Медина-Гарригес только дважды дошли до финала, но один из этих двух раз пришёлся на Открытый чемпионат Франции, победительницей которого в женских парах Руано стала уже в шестой раз. В полуфинале им удалось победить первую пару мира, Блэк и Хубер, а в финале они обыграли Викторию Азаренко и Елену Веснину. После этого они вышли в полуфинал на Уимблдоне, но проиграли австралийкам Стаббс и Стосур. По итогам года Руано осталась в десятке сильнейших, но в финальный турнир они с Мединой-Гарригес не попали.
В ноябре 2009 года было объявлено об уходе Руано Паскуаль из активного спорта, но она вернулась на корт в новом году. В 2010 году новой партнёршей Руано стала Саня Мирза из Индии. После нескольких неудач она сменила партнёршу и стала выступать с Меганн Шонесси, с которой за четыре года до этого дважды доходила до финалов. Новая пара сумела выиграть турнир в Варшаве, но в целом и её результаты были далеки от блестящих. В мае Руано снова объявила об окончании карьеры и завершила выступления после Уимблдонского турнира.

## Выступления на турнирах
- 2-кратный серебряный призёр теннисного турнира Олимпийских игр в парном разряде.
- Экс-1-я ракетка мира в парном разряде.
- Победительница 10 турниров Большого шлема в парном разряде.
- Победительница 1 турнира Большого шлема в миксте (Открытый чемпионат Франции-2001).
- Победительница 46 турниров WTA (из них 43 — в парном разряде).
- 3-кратная обладательница Кубка Федерации (1993-95) в составе национальной сборной Испании.